# ماهی‌گیرک بزرگ
ماهی‌گیرک بزرگ (نام علمی: Pinguinus impennis) نام یک گونهٔ پرندگان بی‌پرواز؛ (با ارتفاع تا ۸۵ سانتی‌متر و وزن حدود پنج کیلوگرم) و توانایی پرواز از تیرهٔ ماهی‌گیرک است که به علت شکار بی‌رویه انسان در سال‌های میانی سدهٔ نوزدهم منقرض شده است. ماهی‌گیرک بزرگ تنها گونهٔ مدرن در سردهٔ Pinguinus بود. نسبت این پرنده با پنگوئن‌های کنونی؛ که بعدها پیدا شده، و توسط دریانوردان به دلیل هم‌قیافه بودنشان، آن‌ها را هم نوع جنوبی همین پرنده خواندند، نسبت چندان نزدیکی نیست.
این پنگوئن‌مانند بزرگ، در جزایر سنگی منزوی، با دسترسی آسان به اقیانوس و عرضهٔ مواد غذایی فراوان؛ که در طبیعت نادر است، و تنها چند سایت برای تخم‌گذاری، تغذیهٔ این ماهی‌گیر بزرگ و پرورش جوجه‌ها فراهم است، زندگی می‌کرد. هنگامی که فصل تخم‌گذاری نبود، آن‌ها وقت خود را در آب‌های شمال اقیانوس اطلس، تا سمت شمال اسپانیا و در کنار خطوط ساحلی کانادا، گرینلند، ایسلند، جزایر فارو، نروژ، ایرلند و بریتانیا صرف تغذیه می‌کرده‌اند.

## دامنه‌های زیستگاه

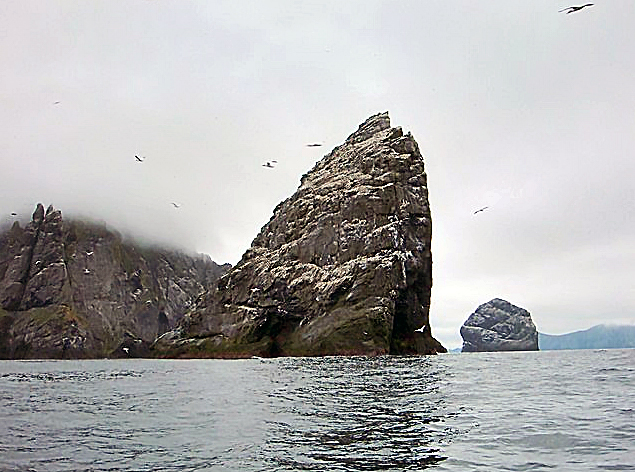
سنت کیلدا در سواحل اسکاتلند یکی از مکان‌های تخم‌گذاری، تغذیه و پرورش ماهی‌گیرک بزرگ

ماهی‌گیرک بزرگ در آب‌های ساحلی شمال غربی اقیانوس اطلس در امتداد سواحل کانادا، شمال شرقی ایالات متحده، نروژ، گرین‌لند، ایسلند، جزایر فارو، ایرلند، بریتانیا، فرانسه و شبه‌جزیره ایبری دیده می‌شده است. فسیل‌های پلیستوسن نشان می‌دهند که ماهی‌گیرک بزرگ در جنوب فرانسه، ایتالیا و سواحل دیگر حوضهٔ دریای مدیترانه نیز می‌زیسته است.